# Mau5trap
mau5trap (/'maʊs træp'/; pronunciado en inglés como mouse trap) es un sello discográfico fundado en 2007 por el productor canadiense deadmau5.
En junio de 2013, mau5trap se asoció con Astralwerks, una subsidiaria de Universal Music Group. Actualmente, desde el 7 de octubre de 2015, mau5trap se ha ido independizando con los derechos de la música y de la edición de Kobalt.

## Localización
Mau5trap fue fundada en Canadá y en 2012 deadmau5 publicó una imagen Instagram del nuevo estudio ubicado en Los Ángeles, California.

## Artistas
- deadmau5 (fundador)
- Blue Mora
- Le Castle Vania
- No Mana
- I o
- Tommy Lee
- SOFI
- Eekkoo
- DJ Aero
- ATTLAS
- Nom De Strip
- Hot Mouth
- Enzo Bennet
- Proxy
- James Njie
- Heat Maxwell
- Fehrplay
- Matt Lange
- Tommy Trash
- Michael Woods
- Colleen D’Agostino
- Mord Fustang
- Tom Staar
- REZZ
- Oliver Winters
- Dillon Francis
- Kill The Noise
- Adam Shaw
- Chris Lake
- Excision
- Feed Me
- Glenn Morrison
- Moguai
- Noisia
- Raized By Wolves
- For
- Steve Duda
- Sydney Blu
- Al Bizzarre
- buddygirrl
- BSOD
- Mr. Bill
- Kindrid

## Publicaciones
| Año  | Artista                          | Canciones                               | Tipo                | Fecha de lanzamiento     | Catalogado |
| ---- | -------------------------------- | --------------------------------------- | ------------------- | ------------------------ | ---------- |
| 2007 | deadmau5                         | Not Exactly / We Fail                   | Sencillo            | 27 de agosto de 2007     | MAU5001    |
| 2007 | Glenn Morrison                   | Contract / Hydrology                    | Sencillo            | 18 de septiembre de 2007 | MAU5003    |
| 2008 | Sydney Blu                       | Give it Up For Me                       | Sencillo            | 3 de marzo de 2008       | MAU5005    |
| 2008 | Adam Shaw                        | Dog / Six Degrees                       | Sencillo            | 28 de septiembre de 2008 | MAU5009    |
| 2008 | Feed Me                          | The Spell / Raw Chicken                 | Sencillo            | 13 de octubre de 2008    | MAU5010    |
| 2008 | Sydney Blu                       | Senses and the Mind                     | Sencillo            | 8 de diciembre de 2008   | MAU5011    |
| 2009 | Moguai                           | ZYVOX                                   | Sencillo            | 10 de agosto de 2009     | MAU5019    |
| 2009 | Moguai                           | Lyve / Impereal                         | Sencillo            | 23 de noviembre de 2009  | MAU5021    |
| 2010 | Skrillex                         | Scary Monsters and Nice Sprites         | EP                  | 22 de octubre de 2010    | MAU5023    |
| 2010 | Moguai                           | Nyce / Blau                             | Sencillo            | 1 de marzo de 2010       | MAU5024    |
| 2010 | Moguai                           | We Ar Lyve                              | Álbum               | 12 de abril de 2010      | MAU5CD003  |
| 2010 | Moguai                           | Oyster                                  | EP                  | 19 de julio de 2010      | MAU5026    |
| 2010 | Michael Woods                    | Dynamik                                 | Sencillo            | 16 de agosto de 2010     | MAU5027    |
| 2010 | Moguai                           | 8001 / Stay Planetary                   | Sencillos           | 4 de octubre de 2010     | MAU5029    |
| 2010 | Chris Lake                       | Sleepwalker                             | Sencillo            | 15 de noviembre de 2010  | MAU5031    |
| 2010 | Feed Me                          | Feed Me's Big Adventure                 | Álbum               | 25 de diciembre de 2010  | MAU5CD006  |
| 2011 | Moguai                           | Optinuum                                | Sencillo            | 21 de enero de 2011      | MAU5032    |
| 2011 | Moguai (con SOFI)                | Beat of the Drum                        | Sencillo            | 25 de marzo de 2011      | MAU5034    |
| 2011 | Feed Me                          | To the Stars                            | EP                  | 3 de enero de 2011       | MAU5036    |
| 2011 | Raized By Wolves (con Tom Smith) | The Call                                | Sencillo            | 8 de agosto de 2011      | MAU5037    |
| 2011 | Various Artists                  | Meowingtons Hax Tour Trax               | álbum recopilatorio | 25 de agosto de 2011     | MAU5CD008  |
| 2011 | Excision                         | X Rated                                 | Álbum               | 12 de septiembre de 2011 | MAU5CD009  |
| 2011 | Noisia                           | Tommy's Theme                           | Sencillo            | 26 de septiembre de 2011 | MAU5038    |
| 2011 | SOFI                             | Locked & Loaded: Part 1                 | Single              | 24 de octubre de 2011    | MAU5040    |
| 2011 | Moguai(con Fiora)                | Oxygen                                  | EP                  | 7 de noviembre de 2011   | MAU5041    |
| 2011 | Noisia                           | Could This Be                           | Sencillo            | 21 de noviembre de 2011  | MAU5043    |
| 2011 | SOFI                             | Locked & Loaded: Part 2                 | Sencillo            | 5 de diciembre de 2011   | MAU5044    |
| 2011 | Noisia                           | Stigma (Neosignal Remix)                | Sencillo            | 25 de diciembre de 2011  | MAU5045    |
| 2012 | Moguai                           | Mpire                                   | Sencillo            | 16 de enero de 2012      | MAU5046    |
| 2012 | Moguai                           | Mpire                                   | Álbum               | 30 de enero de 2012      | MAU5CD011B |
| 2012 | Feed Me                          | Feed Me's Escape from Electric Mountain | EP                  | 6 de enero de 2012       | MAU5047    |
| 2012 | Noisia                           | Split the Atom (Special Edition)        | Álbum               | 27 de febrero de 2012    | MAU5CD010D |
| 2012 | mau5hax                          | Miami                                   | Sencillo            | 24 de marzo de 2012      | MAU5HAX001 |
| 2012 | Foreign Beggars                  | Palm of My Hand                         | Sencillo            | 20 de abril de 2012      | MAU5049    |
| 2012 | Moguai                           | Lyme (Moguai's Crushed Lyme Mix)        | Sencillo            | 30 de abril de 2012      | MAU5050    |
| 2012 | Moguai                           | In N' Out (Tommy Trash Club Mix)        | Sencillo            | 28 de mayo de 2012       | MAU5052    |
| 2012 | Foreign Beggars (con Donae'o)    | Flying to Mars                          | EP                  | 2 de julio de 2012       | MAU5054    |
| 2012 | Various Artists                  | We Are Friends                          | álbum recopilatorio | 30 de julio de 2012      | MAU5CD012  |
| 2012 | Feed Me                          | Little Cat Steps                        | Sencillo            | 20 de agosto de 2012     | MAU5056    |
| 2012 | Foreign Beggars (con D.Ablo)     | Anywhere                                | Sencillo            | 27 de agosto de 2012     | MAU5057    |
| 2012 | Excision                         | X Rated (Remixes)                       | Álbum de remix      | 3 de septiembre de 2012  | MAU5CD013  |
| 2012 | Foreign Beggars                  | Apex                                    | Sencillo            | 17 de septiembre de 2012 | MAU5058    |
| 2012 | Foreign Beggars                  | The Uprising                            | Álbum               | 1 de octubre de 2012     | MAU5CD014B |
| 2013 | Feed Me                          | Death By Robot                          | EP                  | 16 de enero de 2013      | MAU5060    |
| 2013 | Tommy Lee & DJ Aero              | #MSND                                   | EP                  | 21 de enero de 2013      | MAU5061    |
| 2013 | Nom De Strip                     | Clouds Vol. 1                           | EP                  | 25 de febrero de 2013    | MAU5063    |
| 2013 | Tommy Trash                      | Monkey See Monkey Do                    | EP                  | 4 de marzo de 2013       | MAU5064    |
| 2013 | Nom De Strip                     | Clouds Vol. 2                           | EP                  | 1 de abril de 2013       | MAU5066    |
| 2013 | Le Castle Vania                  | Prophication                            | EP                  | 2 de septiembre de 2013  | MAU5067    |
| 2013 | Various Artists                  | We Are Friends, Vol. 2                  | álbum recopilatorio | 11 de noviembre de 2013  | MAU5068    |
| 2013 | Eekkoo                           | Eekkoo                                  | EP                  | 16 de diciembre de 2013  | MAU5068    |
| 2014 | Le Castle Vania                  | Prophication (Remixes)                  | EP                  | 24 de febrero de 2014    | MAU5069    |
| 2014 | Hot Mouth                        | Juxtapose                               | Sencillo            | 11 de marzo de 2014      | MAU5070    |
| 2014 | Eekkoo                           | Towers                                  | Sencillo            | 14 de abril de 2014      | MAU5071    |
| 2014 | Lazy Rich & Hot Mouth            | Flash                                   | Sencillo            | 12 de mayo de 2014       | MAU5072    |
| 2014 | Enzo Bennet                      | The Colours                             | EP                  | 6 de agosto de 2014      | MAU5077    |
| 2014 | Fehrplay                         | Pyara                                   | Single              | Sep 1, 2014              | MAU5078    |
| 2014 | Eekkoo                           | Hell Is Other People                    | EP                  | 13 de octubre de 2014    | MAU5079B   |
| 2014 | Michael Woods                    | Brain Went Ping                         | Sencillo            | 10 de noviembre de 2014  | MAU5080    |
| 2015 | Various Artists                  | We Are Friends Vol. 3                   | álbum recopilatorio | 16 de febrero de 2015    | MAU5CD019  |
| 2015 | Attlas                           | Scarlett                                | Sencillo            | 2 de marzo de 2015       | MAU5087    |
| 2015 | Colleen D’Agostino               | Collide                                 | EP                  | 15 de marzo de 2015      | MAU5088B   |
| 2015 | Attlas                           | Siren                                   | EP                  | 30 de marzo de 2015      | MAU5089    |
| 2015 | Various Artists                  | We Are Friends, Vol. 4                  | álbum recopilatorio | 8 de junio de 2015       | MAU5CD0X   |
| 2015 | Attlas                           | Scene                                   | EP                  | 7 de agosto de 2015      | MAU5090    |
| 2015 | Matt Lange                       | Ephemera                                | Álbum               | 10 de septiembre de 2015 | MAU5091    |
| 2015 | No Mana                          | Tell Me                                 | Sencillo            | 16 de octubre de 2015    | MAU5095    |
| 2015 | Mord Fustang                     | Murmurs                                 | EP                  | 13 de noviembre de 2015  | MAU5096    |
| 2015 | Attlas                           | Parallel Lines                          | Sencillo            | 16 de noviembre de 2015  | MAU5097PL  |
| 2015 | Attlas                           | Sin                                     | EP                  | 20 de noviembre de 2015  | MAU5097    |
| 2016 | REZZ                             | The Silence Is Deafening EP             | EP                  | 22 de enero de 2016      | MAU5098    |